# Karl Gustav Mitscherlich
Karl Gustav Mitscherlich (ur. 9 listopada 1805 w Neuende, zm. 19 marca 1871 w Berlinie) – niemiecki lekarz.
Urodził się w 1805 roku w Neuende (od 1937 część Wilhelmshaven). Studiował w Berlinie, w 1829 roku ukończył studia, od 1830 roku praktykował w Berlinie. W 1834 roku został privatdozentem, w 1842 roku - profesorem nadzwyczajnym. W 1844 roku został profesorem farmakologii na Uniwersytecie Fryderyka Wilhelma.